# Liste von Söhnen und Töchtern der Stadt Buffalo
Dies ist eine Liste bekannter Persönlichkeiten, die in der US-amerikanischen Stadt Buffalo (New York) geboren wurden. Die Liste erhebt keinen Anspruch auf Vollständigkeit.

## 19. Jahrhundert

### 1801–1880

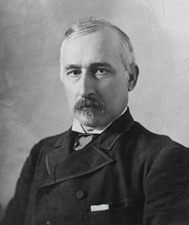
Charles N. Felton
(1832–1914)

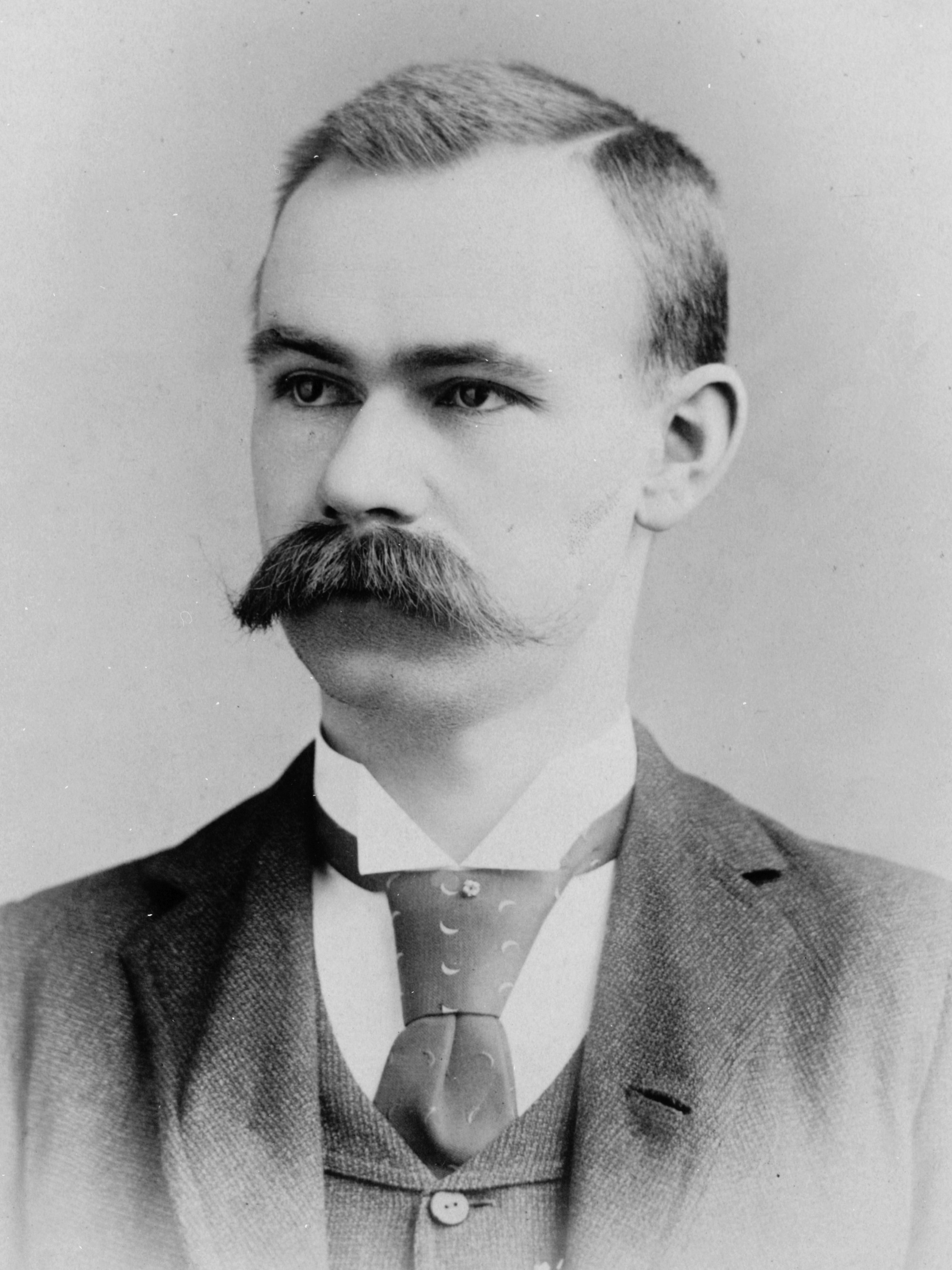
Herman Hollerith
(1860–1929)

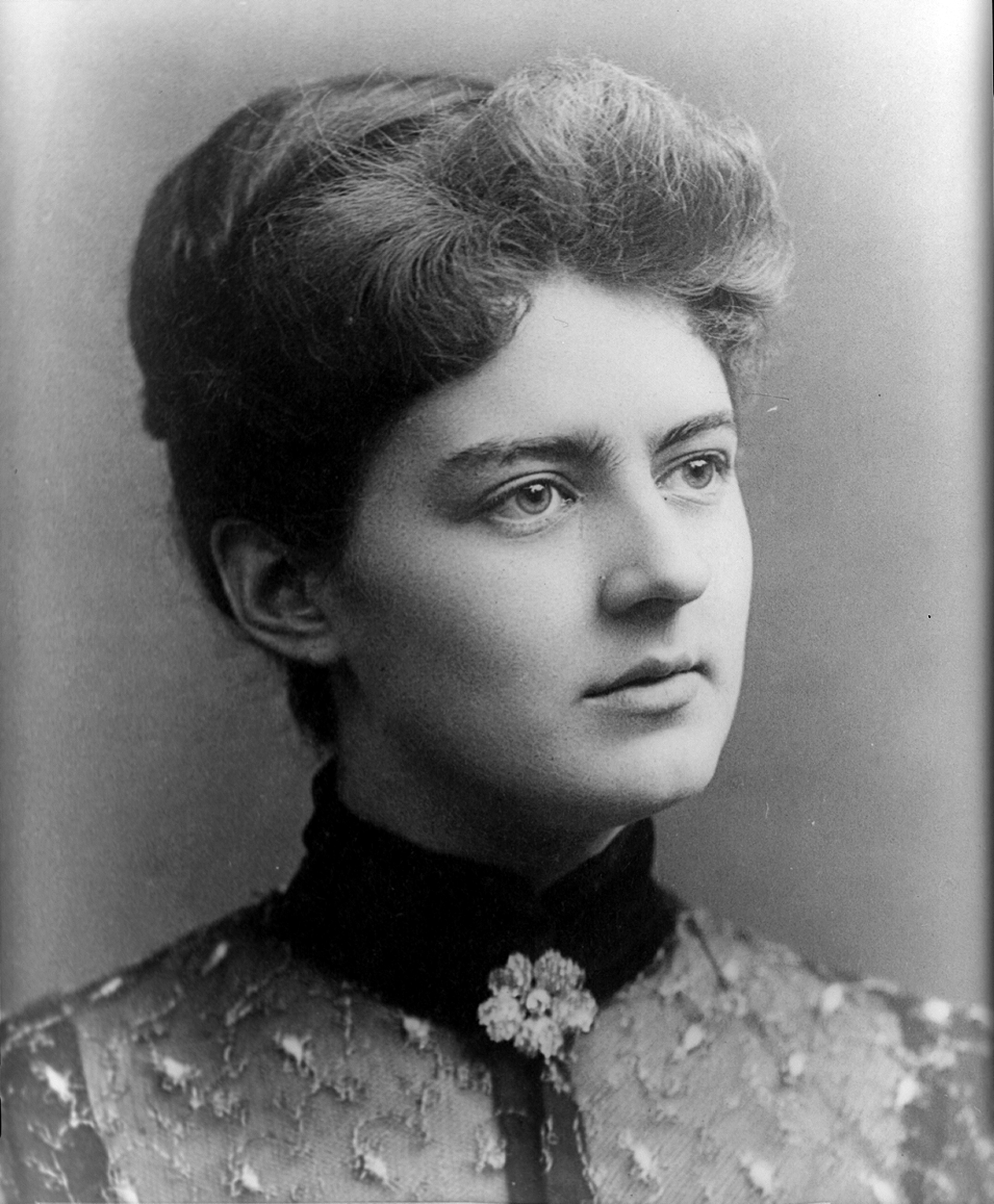
Frances Cleveland
(1864–1947)

- James Beard (1812–1893), Tiermaler
- Mason Brayman (1813–1895), Politiker, Territorialgouverneur, Generalmajor
- Charles N. Felton (1832–1914), US-Senator
- Thomas R. Hudd (1835–1896), Politiker
- Levend W. Perce (1836–1911), Politiker, Congressman
- William R. Brown (1840–1916), Politiker
- Steele MacKaye (1842–1894), Schauspieler, Theaterproduzent und Erfinder
- John B. Weber (1842–1926), Politiker
- Harriet Williams Russell Strong (1844–1926), Wasserbauingenieurin, Erfinderin, Naturschützerin und Frauenrechtlerin
- Ella Flagg Young (1845–1918), Schulverwaltungsreformerin, erste Frau in der Position eines Superintendenten
- Arthur Michael (1853–1942), Chemiker
- John J. Kennedy (1856–1914), Geschäftsmann und Politiker
- John G. Wickser (1856–1928), Geschäftsmann und Politiker
- Chauncey Olcott (1858–1932), Bühnenschauspieler, Songwriter und Sänger
- Jacob Frederick Schoellkopf, Jr. (1858–1942), Chemiker und Unternehmer
- William F. Sheehan (1859–1917), Rechtsanwalt und Politiker
- Herman Hollerith (1860–1929), Unternehmer, Ingenieur und Erfinder
- George A. Hormel (1860–1946), Unternehmer
- William Kemmler (1860–1890), erste Person, die mittels elektrischen Stuhls hingerichtet wurde
- Mary J. Rathbun (1860–1943), Meeresbiologin
- Harry B. Smith (1860–1936), Lyriker und Librettist
- Hugo Schoellkopf (1862–1928), Chemiker und Unternehmer
- Frances Cleveland (1864–1947), Ehefrau des US-Präsidenten Grover Cleveland
- DeWitt Parshall (1864–1956), Maler
- Horace White (1865–1943), Politiker
- John R. Cumpson (1867–1913), Schauspieler[1]
- Jimmy Collins (1870–1943), Baseballspieler
- Herbert Witherspoon (1873–1935), Sänger, Gesangspädagoge und Theatermanager
- Cornelia Bentley Sage Quinton (1876 oder 1880–1936), Malerin und Museumsleiterin
- Louise Fargo Brown (1878–1955), Historikerin
- Harry Emerson Fosdick (1878–1969), Geistlicher, Lehrer, Autor
- Mabel Dodge Luhan (1879–1962), Kunstmäzenin und Schriftstellerin

### 1881–1900

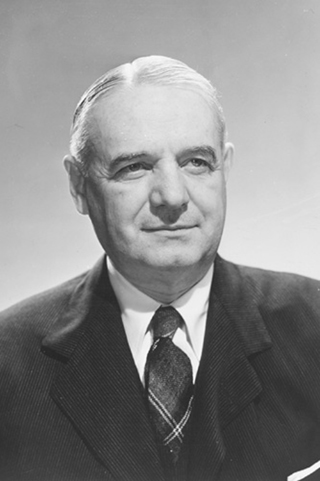
William J. Donovan
(1883–1959)

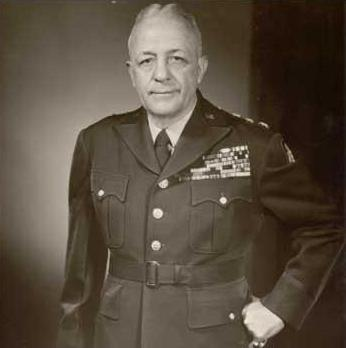
William B. Kean
(1897–1981)

- John Edward Thompson (1882–1945), Künstler und Kunstpädagoge
- William J. Donovan (1883–1959), Geheimdienst-Koordinator
- Walter Mruk (1883–1942), Maler
- Joseph Aloysius Burke (1886–1962), römisch-katholischer Bischof von Buffalo
- E. Ray Goetz (1886–1954), Songwriter, Produzent, Drehbuchautor und Schauspieler
- Edward G. Schauroth (1888–1954), Altphilologe
- Albert Krushel (1889–1959), Radsportler[2]
- Charles Reidpath (1889–1975), Stadtbaumeister, Stadtplaner, Leichtathlet und Olympiasieger
- Bess Meredyth (1890–1969), Drehbuchautorin und Filmschauspielerin
- Jozef Bakos (1891–1977), Maler
- Irene Rich (1891–1988), Schauspielerin
- Edward Streeter (1891–1976), Journalist und Schriftsteller
- Al Boasberg (1892–1937), Autor, Gagschreiber und Regisseur von Komödien
- Roland Rohlfs (1892–1974), Testpilot
- Elizabeth Coatsworth (1893–1986), Schriftstellerin
- Rocky Kansas (1893–1954), Boxer
- Harl Vincent (1893–1968), Science-Fiction-Autor
- Gordon L. McDonough (1895–1968), Politiker
- Louis J. Goebel (1896–1981), Tiertrainer und Gründer der Goebel's Lion Farm
- Ray Henderson (1896–1970), Songwriter, Pianist, Produzent und Komponist
- Sidney Janis (1896–1989), Galerist und Kunsthändler
- Ignatius Gronkowski (1897–1981), Radsportler
- William B. Kean (1897–1981), General[3]
- Fletcher Pratt (1897–1956), Schriftsteller
- Anthony F. Tauriello (1899–1983), Politiker
- Fuller Albright (1900–1969), Arzt

## 20. Jahrhundert

### Geburtsjahr unbekannt
- Lois Welk, Tänzerin, Choreographien und Tanzpädagogin

### 1901–1910

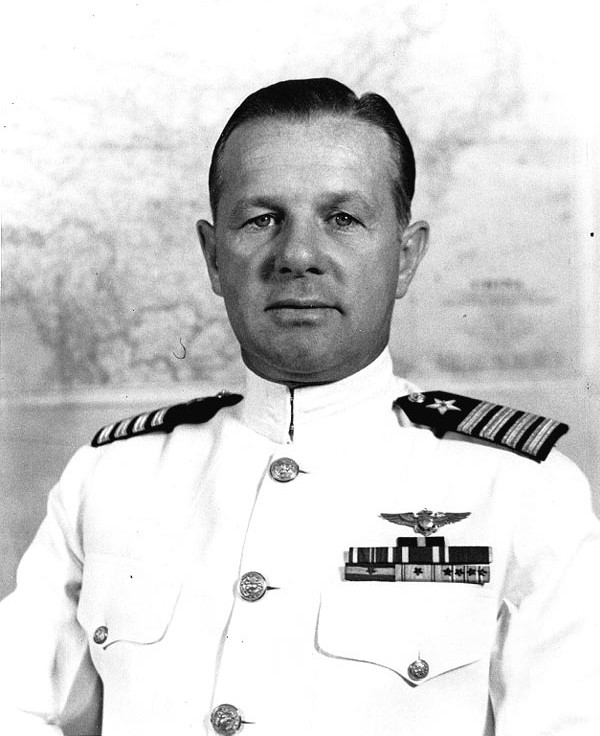
C. Wade McClusky
(1902–1976)

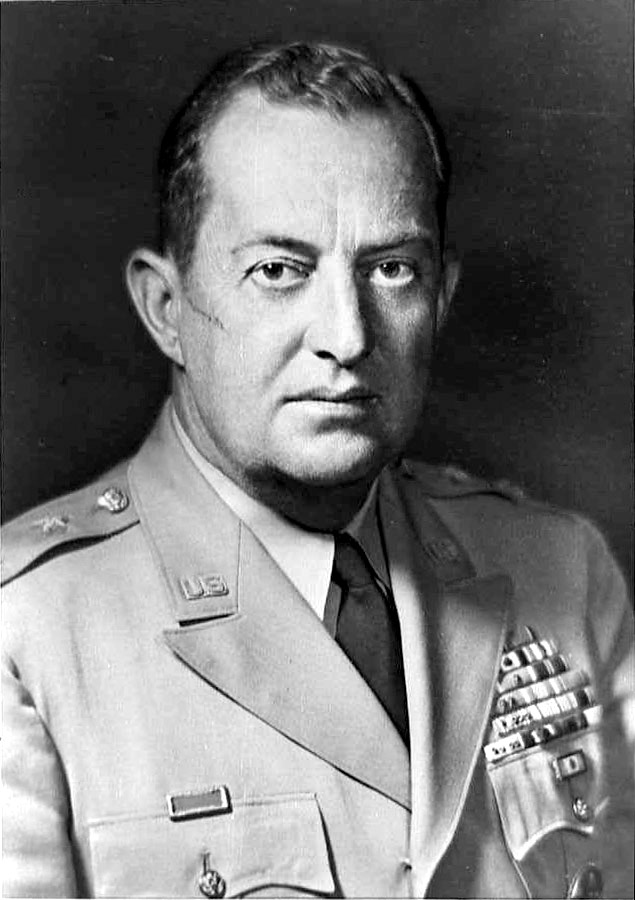
Clark L. Ruffner
(1903–1982)

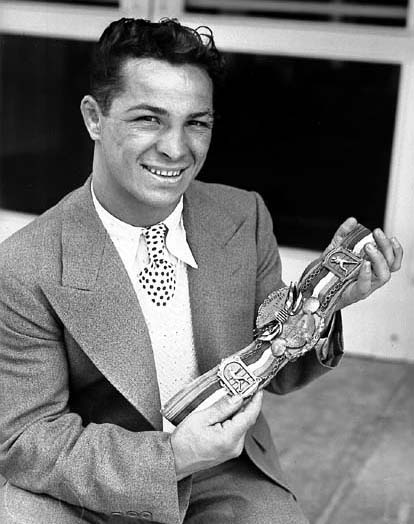
Tommy Paul
(1909–1991)

- H. Bruce Humberstone (1901–1984), Filmregisseur
- C. Wade McClusky (1902–1976), Konteradmiral[4]
- Sidney Farber (1903–1973), Pathologe
- Joseph Mruk (1903–1995), Politiker
- Clark L. Ruffner (1903–1982), General
- Frederic Ullman junior (1903–1948), Filmproduzent, Filmregisseur und Drehbuchautor
- Edward J. Elsaesser (1904–1983), Politiker
- Henry Russell (1904–1986), Leichtathlet und Olympiasieger
- Jimmy Slattery (1904–1960), Boxer im Halbschwergewicht
- Harold Arlen (1905–1986), Komponist
- Maggie Kuhn (1905–1995), Menschenrechtlerin
- Marjorie Beaty (1906–2002), Mathematikerin und Hochschullehrerin
- Chester C. Gorski (1906–1975), Politiker
- George W. Thorn (1906–2004), Endokrinologe
- John Collier (1907–1984), Hürdenläufer
- William L. Pfeiffer (1907–1985), Politiker
- Walter J. Mahoney (1908–1982), Rechtsanwalt, Richter und Politiker
- Myron Prinzmetal (1908–1987), Kardiologe
- Gordon Bunshaft (1909–1990), Architekt und Pritzker-Preisträger
- Willis Kelly (1909–2012), Jazzmusiker
- Tommy Paul (1909–1991), Boxer im Federgewicht
- Ma Haide (1910–1988), chinesischer Arzt libanesisch-US-amerikanischer Herkunft
- Kit Klein (1910–1985), Eisschnellläuferin
- Emeline Hill Richardson (1910–1999), Archäologin

### 1911–1920

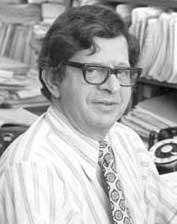
Jacob A. Marinsky
(1918–2005)

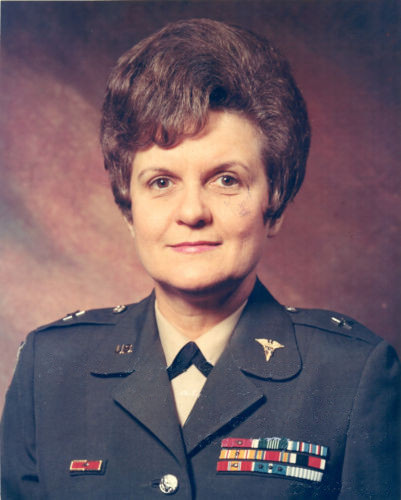
Anna Mae Hays
(1920–2018)

- Edmund P. Radwan (1911–1959), Politiker
- Bernard Joseph McLaughlin (1912–2015), römisch-katholischer Weihbischof in Buffalo
- William C. Lantaff (1913–1970), Politiker
- Ad Reinhardt (1913–1967), Farbfeldmaler, Karikaturist und Kunsttheoretiker
- James Bacon (1914–2010), Filmschauspieler, Journalist und Kolumnist
- Dave Bowman (1914–1964), Jazz-Pianist
- Jack O’Brian (1914–2000), Journalist
- Jay Williams (1914–1978), Autor
- Walter Heller (1915–1987), Wirtschaftswissenschaftler und Hochschullehrer
- John Basilone (1916–1945), Soldat
- Richard Hofstadter (1916–1970), Historiker
- Stanislaus Joseph Brzana (1917–1997), römisch-katholischer Bischof von Ogdensburg
- Al Cervi (1917–2009), Basketballspieler
- Richard G. Stilwell (1917–1991), Viersterne-General der United States Army
- Jesse White (1917–1997), Schauspieler
- Irving Janis (1918–1990), Sozial- und Forschungspsychologe
- Jacob A. Marinsky (1918–2005), Chemiker und Mitentdecker des Elements Promethium
- John J. McFall (1918–2006), Politiker
- Richard Donald Schafer (1918–2014), Mathematiker und Hochschullehrer
- Robert Stewart (1918–1995), Komponist
- Wilson Greatbatch (1919–2011), Erfinder
- Roman Pucinski (1919–2002), Politiker
- Nathaniel Rochester (1919–2001), Computerpionier
- Willis Conover (1920–1996), Radiomoderator
- Anna Mae Hays (1920–2018), Brigadegeneral[5]
- Robert „Bob“ Frederick Kuhn (1920–2007), Maler und Illustrator

### 1921–1930

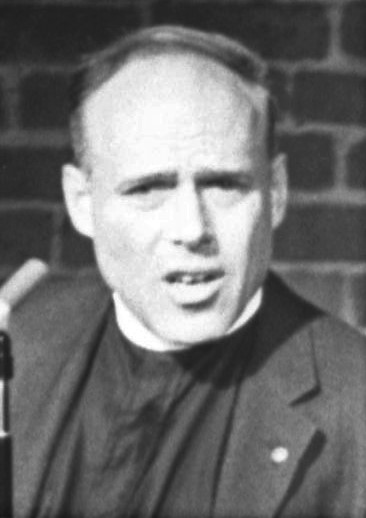
Malcolm Boyd
(1923–2015)

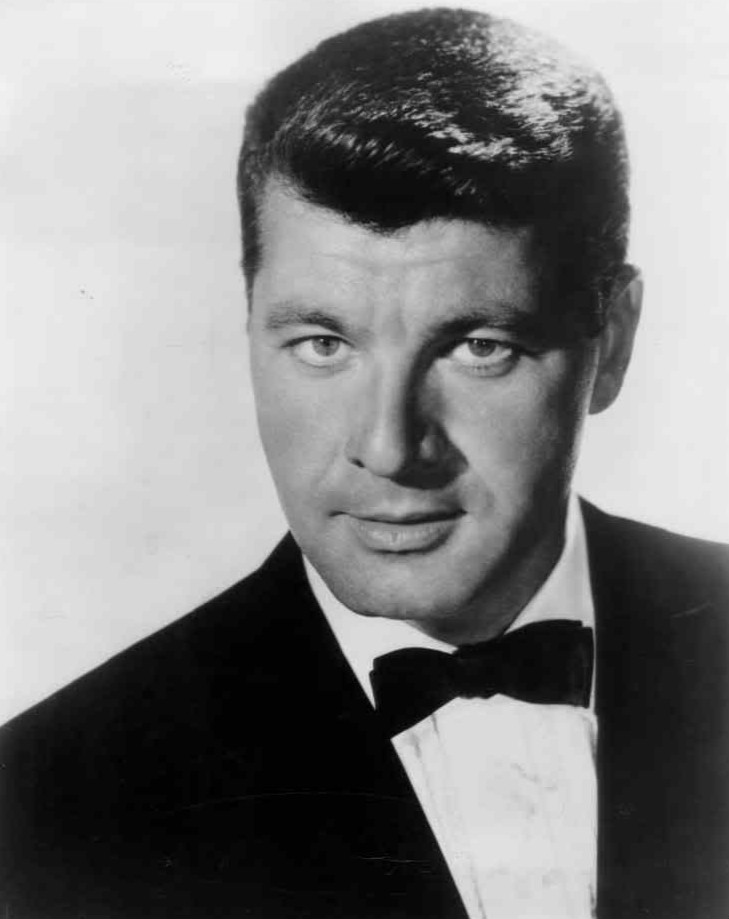
Dick Shawn
(1923–1987)

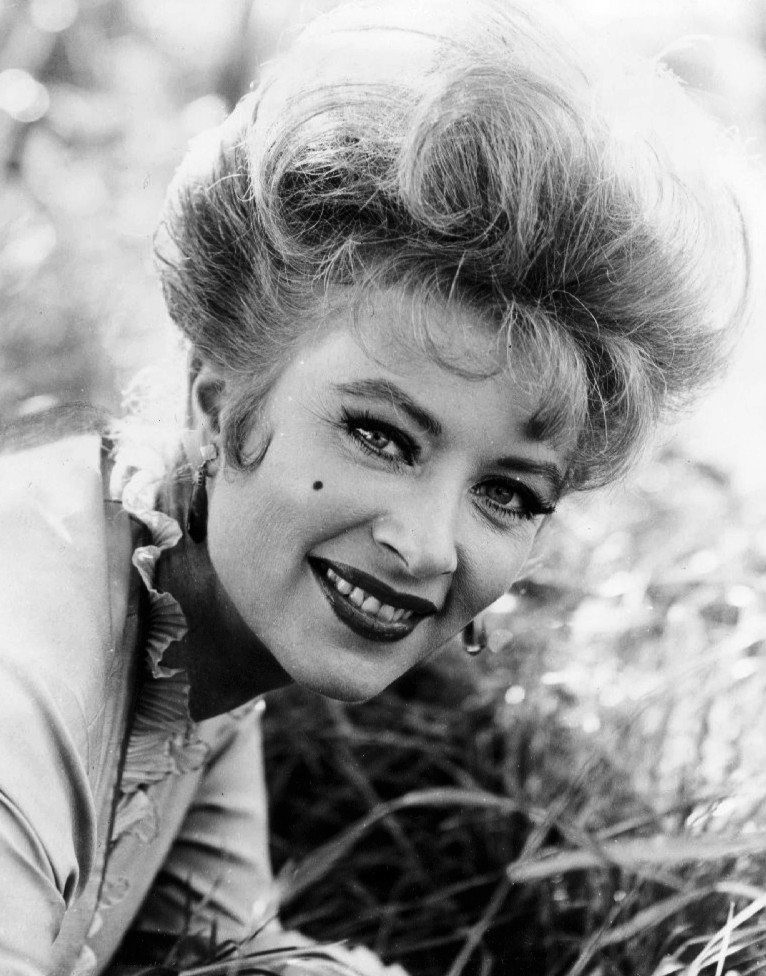
Amanda Blake
(1929–1989)

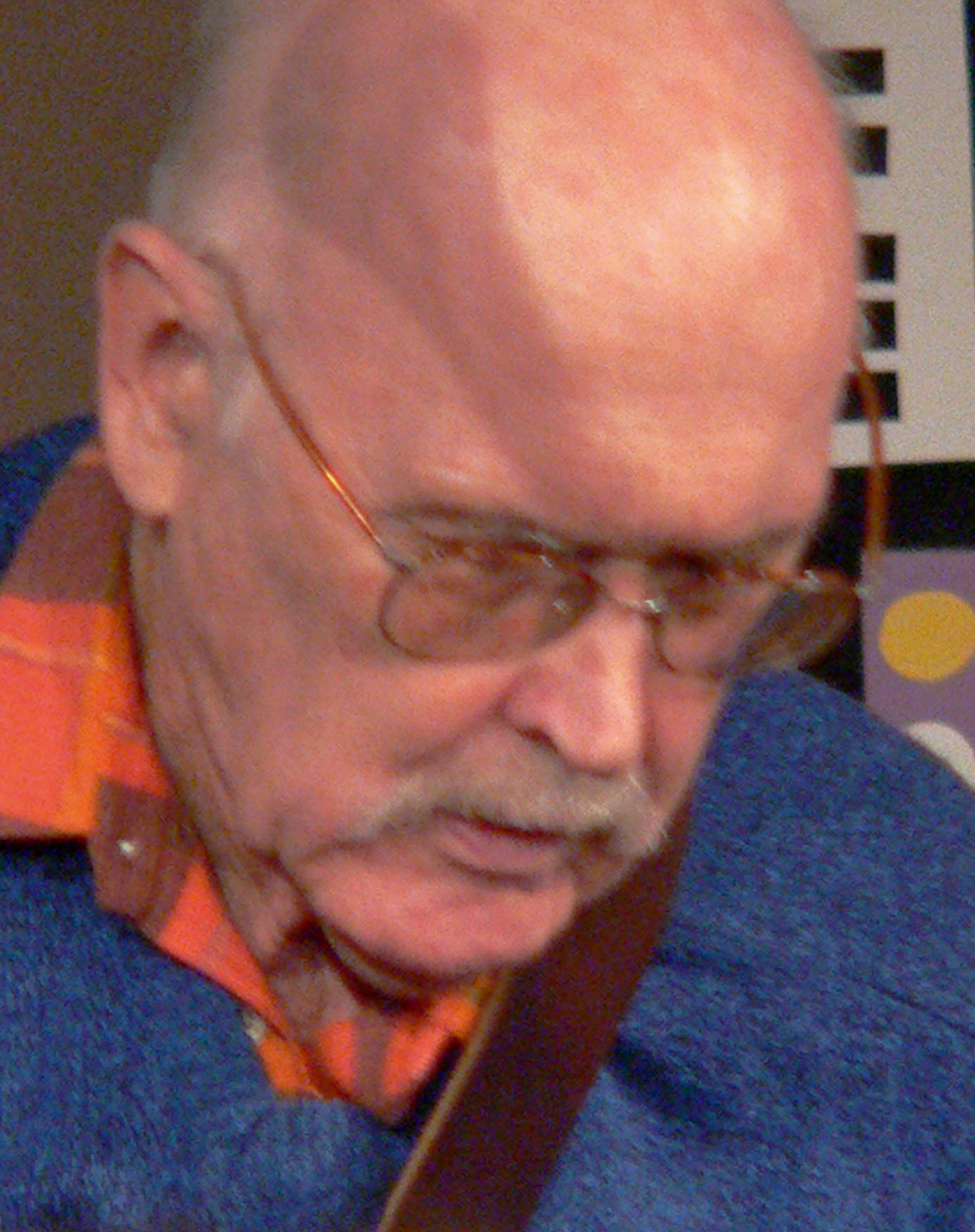
Jim Hall
(1930–2013)

- John C. Kenefick (1921–2011), Eisenbahnmanager
- Warren Spahn (1921–2003), Baseballspieler
- Ruth Tabrah (1921–2004), Schriftstellerin
- Garry Walberg (1921–2012), Schauspieler
- Robert Finn (1922–2022), Mathematiker
- Malcolm Boyd (1923–2015), anglikanischer Geistlicher und Autor
- Dick Shawn (1923–1987), Schauspieler
- Jack Lippes (1924–2022), Gynäkologe und Geburtshelfer
- Ethel Marshall (1924–2013), Badmintonspielerin
- John Aloysius O’Mara (1924–2022), römisch-katholischer Bischof von Saint Catharines
- Leonard Pennario (1924–2008), Pianist und Komponist
- Richard Krummel (1925–2017), Germanist
- John McNeill (1925–2015), Psychotherapeut, Autor und christlicher Theologe
- Robert Gundlach (1926–2010), Physiker und Erfinder
- Gloria Jean (1926–2018), Schauspielerin und Sängerin
- Edward E. Jones (1926–1993), Sozialpsychologe und Professor
- Don Messick (1926–1997), Synchronsprecher, Drehbuchautor, Bühnenschauspieler und Sprecher
- Donald Pinkel (1926–2022), Mediziner
- Hartley Rogers (1926–2015), Mathematiker
- Thomas Montemage (1927–2014), Radrennfahrer
- Andrew Streitwieser (1927–2022), Chemiker
- Beth Bowman Hess (1928–2003), Soziologin und Gerontologin
- Joe Conley (1928–2013), Schauspieler
- Frankie Dunlop (1928–2014), Jazz-Schlagzeuger
- Mary Fickett (1928–2011), Schauspielerin
- Nancy Marchand (1928–2000), Schauspielerin
- Herbert Mohring (1928–2012), Wirtschaftswissenschaftler
- Rosalie Bertell (1929–2012), Biometrikerin und Umweltaktivistin
- Amanda Blake (1929–1989), Schauspielerin
- Richard Cortright (1929–2009), Radrennfahrer
- Edith M. Flanigen (* 1929), Chemikerin und Erfinderin
- Mel Lewis (1929–1990), Jazzmusiker
- Allan d’Arcangelo (1930–1998), Maler
- Mouse Bonati (1930–1983), Jazzmusiker
- Sorrell Booke (1930–1994), Schauspieler
- Albert Ramsdell Gurney (1930–2017), Dramatiker und Autor
- Jim Hall (1930–2013), Jazzgitarrist
- Norman George Meyers (* 1930), Mathematiker
- Sam Noto (* 1930), Jazz-Trompeter

### 1931–1940

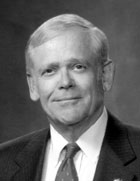
William H. Donaldson
(* 1931)

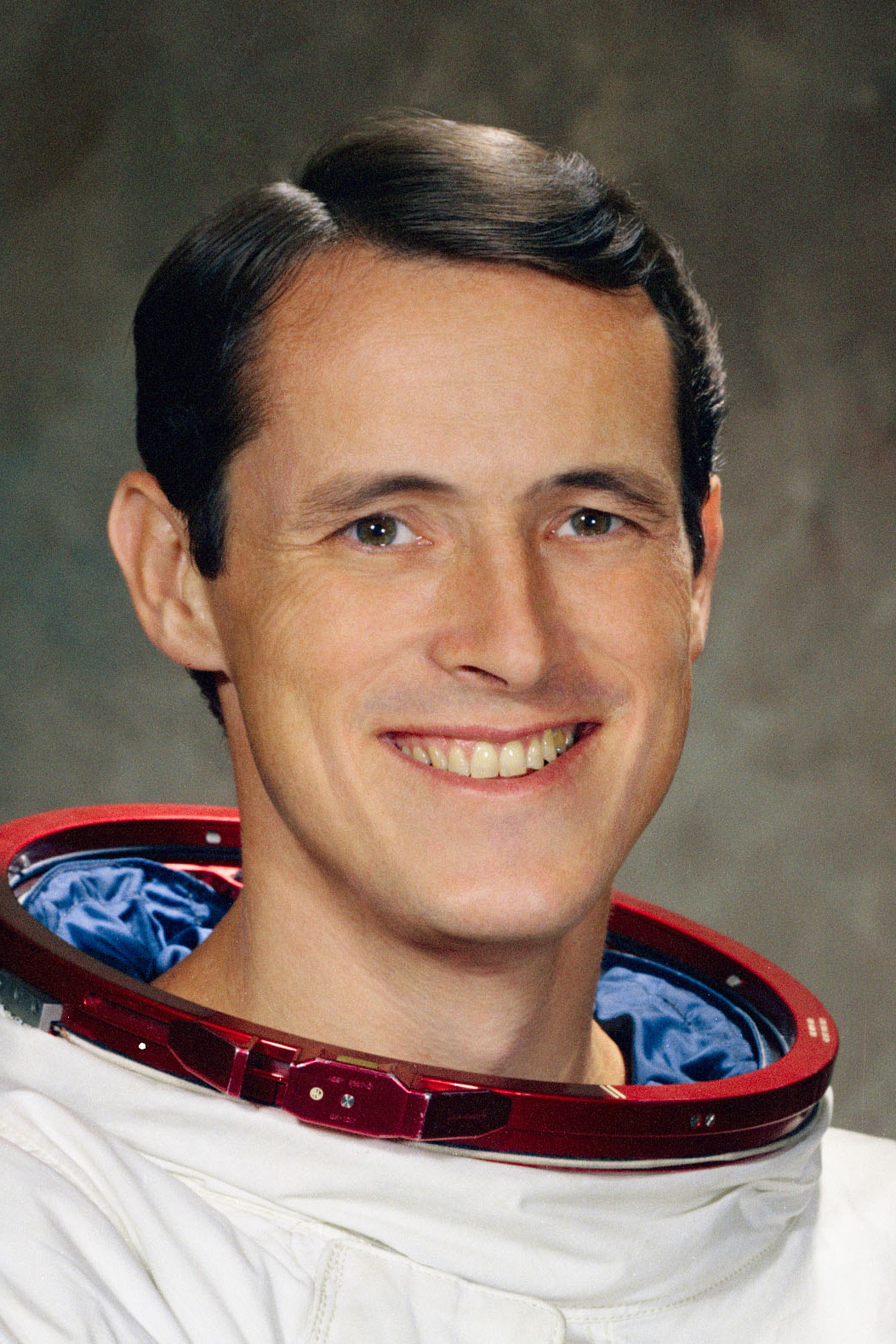
Edward George Gibson
(* 1936)

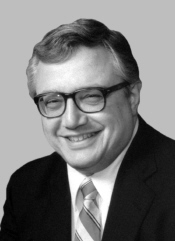
John J. LaFalce
(1939–2025)

- William H. Donaldson (1931–2024), Hochschullehrer und Politiker
- Allan W. Eckert (1931–2011), Schriftsteller
- William Walter Meissner (1931–2010), Jesuit und Psychoanalytiker
- John F. Carroll (1932–1969), der drittgrößte Mensch der Medizingeschichte (264 cm)
- Paul Faulise (1932–2020), Jazz- und Studiomusiker
- Janellen Huttenlocher (1932–2016), Professorin für Psychologie
- Sam Falzone (1933–2013), Jazzmusiker und Hochschullehrer
- Joel Spiegelman (1933–2023), Pianist
- George Breen (1935–2019), Schwimmer und Schwimmtrainer
- Gene Cherico (1935–1994), Jazz-Bassist
- Danny DiLiberto (1935–2025), Poolbillardspieler
- Henry J. Nowak (1935–2024), Politiker
- Edward George Gibson (* 1936), Astronaut
- Don Menza (* 1936), Jazz-Musiker und Arrangeur
- Donald Walter Trautman (1936–2022), römisch-katholischer Bischof von Erie
- David Shire (* 1937), Komponist
- Spencer C. Tucker (* 1937), Militärhistoriker und Professor
- Deric Washburn (* 1937), Drehbuchautor
- Neil Abercrombie (* 1938), Politiker
- Lawrence Block (* 1938), Krimi-Autor
- David Krantz (* 1938), Mathematiker und Psychologe
- Thomas J. Pinnavaia (* 1938), Physiker
- Johnny Scott (ca. 1938–2010), Sänger
- Stephen A. Cook (* 1939), Informatiker und Turingpreisträger
- Elsa M. Garmire (* 1939), Physikerin und Hochschullehrerin
- Charles Gayle (1939–2023), Jazzmusiker
- John J. LaFalce (1939–2025), Politiker
- Richard Oliver Collin (* 1940), Schriftsteller und Hochschullehrer für Politikwissenschaft
- Fanny Howe (1940–2025), Dichterin und Schriftstellerin
- Charles Thomas Kowal (1940–2011), Astronom
- Spain Rodriguez (1940–2012), Comiczeichner und -autor

### 1941–1945

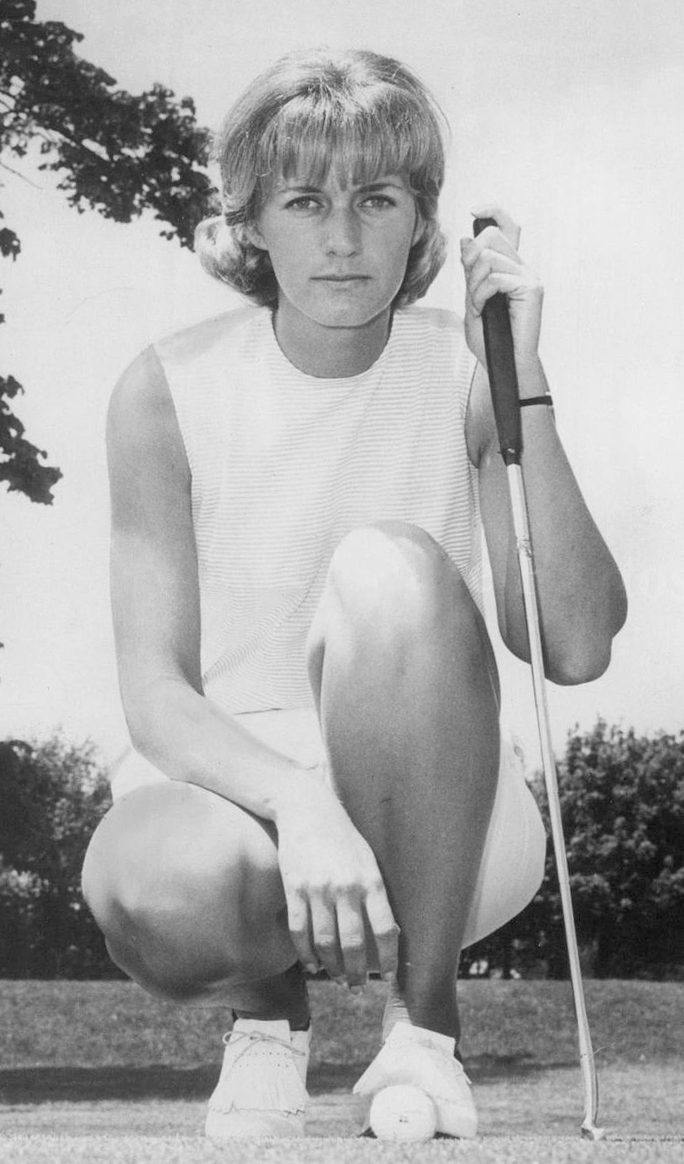
Carol Mann
(1941–2018)

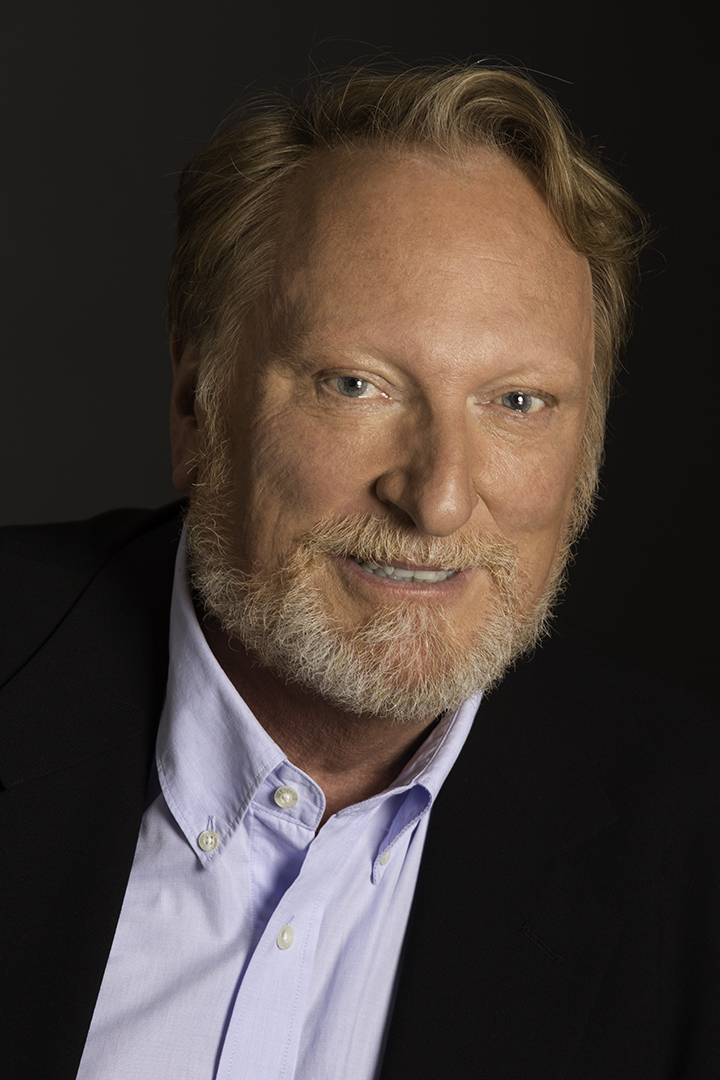
Jeffrey Jones
(* 1946)

- Carol Mann (1941–2018), Golfspielerin[6][7]
- Joanie Sommers (* 1941), Sängerin
- Vic Dana (* 1942), Tänzer und Pop-Sänger
- Michael Bennett (1943–1987), Tänzer und Choreograph
- Howard Bloom (* 1943), Autor
- Robert Cunningham (* 1943), römisch-katholischer Bischof von Syracuse
- Jackson C. Frank (1943–1999), Folkmusiker
- Joachim Giermek (1943–2024), Generalminister der Franziskaner-Minoriten
- Michael Anthony Gimbrone (* 1943), Biologe und Mediziner
- George Carter (1944–2020), Basketballspieler[8]
- Grover Washington, Jr. (1943–1999), Saxophonist und Flötist
- William Christie (* 1944), französischer Dirigent und Cembalist
- Joe Grifasi (* 1944), Schauspieler
- Andy Kulberg (1944–2002), Rockmusiker
- David L. Snyder (* 1944), Filmarchitekt
- Joel DiBartolo (1945–2011), Jazzmusiker und Hochschullehrer
- Edward Michael Grosz (* 1945), römisch-katholischer Bischof
- John Jellinek (* 1945), Autorennfahrer
- Louis Sandy Maisel (1945–2024), Politikwissenschaftler und Hochschullehrer
- David Milch (* 1945), Drehbuchautor und Produzent
- Jim Moran (* 1945), Politiker
- Susan Rothenberg (1945–2020), Malerin und Zeichnerin
- Roy Saari (1945–2008), Schwimmer
- Gail Tremblay (1945–2023), Autorin

### 1946–1950
- Jeffrey Jones (* 1946), Schauspieler

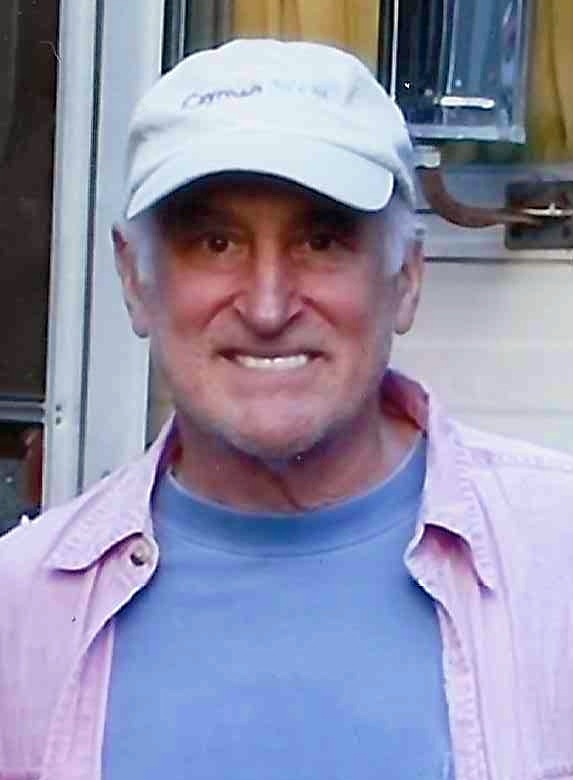
Jeffrey DeMunn
(* 1947)

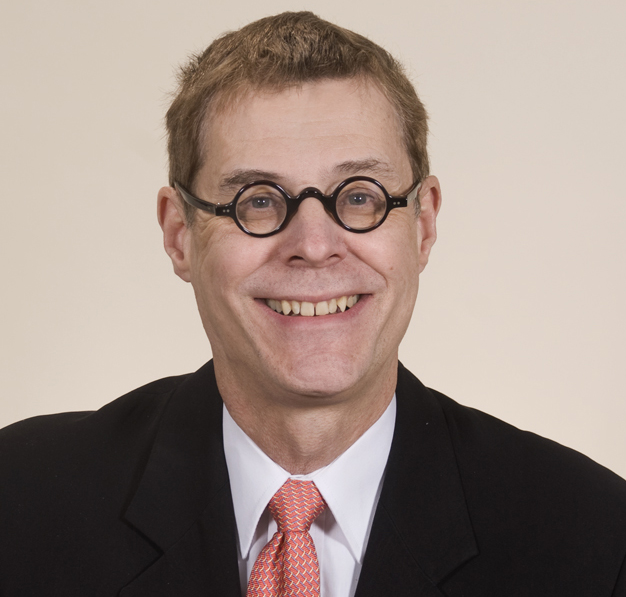
Robert W. Boyd
(* 1948)

- Ron Tussing (* 1946), Polizeibeamter und Kommunalpolitiker
- Kate Clinton (* 1947), Journalistin und Kabarettistin
- Jeffrey DeMunn (* 1947), Schauspieler
- Joe Ford (* 1947), Jazzmusiker und Komponist
- Stuart Hameroff (* 1947), Arzt und Hochschullehrer
- H. Edward Hunsburger (1947–2011), Autor
- Barry Sandler (* 1947), Filmproduzent und Drehbuchautor
- Juni Booth (1948–2021), Jazz-Schlagzeuger
- Robert W. Boyd (* 1948), Physiker
- Diane English (* 1948), Filmproduzentin, Drehbuchautorin und Regisseurin[9]
- Rick James (1948–2004), Funk-Musiker
- Nancy Kress (* 1948), Science-Fiction-Autorin
- Bob Lanier (1948–2022), Basketballspieler
- Patrick Cowley (1950–1982), Komponist und Musiker
- John Kessel (* 1950), Autor von Science-Fiction und Fantasy
- Wendie Malick (* 1950), Schauspielerin
- Bobby Militello (* 1950), Jazzmusiker
- Tim Russert (1950–2008), Fernsehjournalist
- William Sadler (* 1950), Schauspieler
- Clifford Stoll (* 1950), Astronom und Computerspezialist
- Nils Vigeland (* 1950), Komponist

### 1951–1960

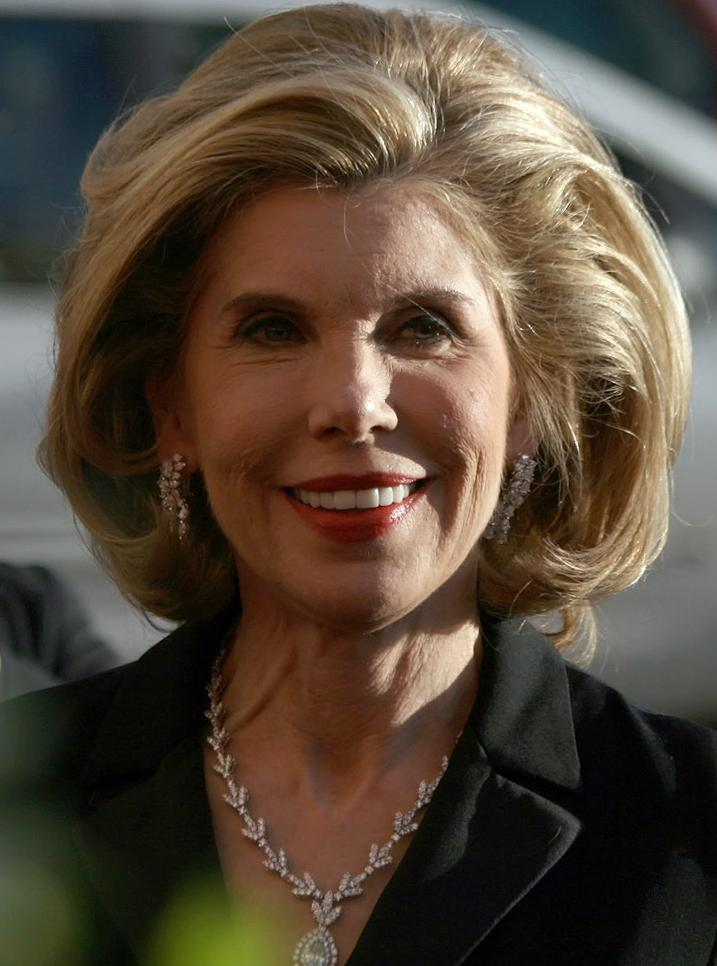
Christine Baranski
(* 1952)

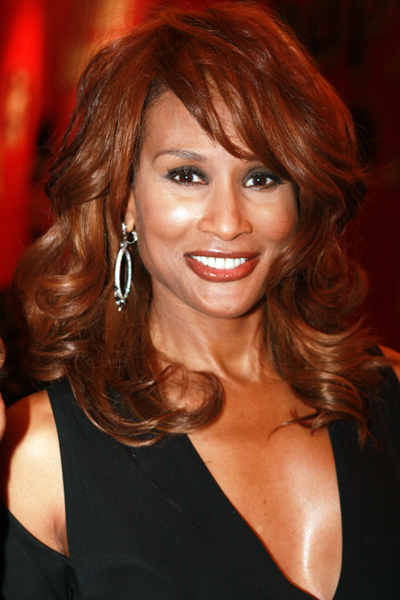
Beverly Johnson
(* 1952)

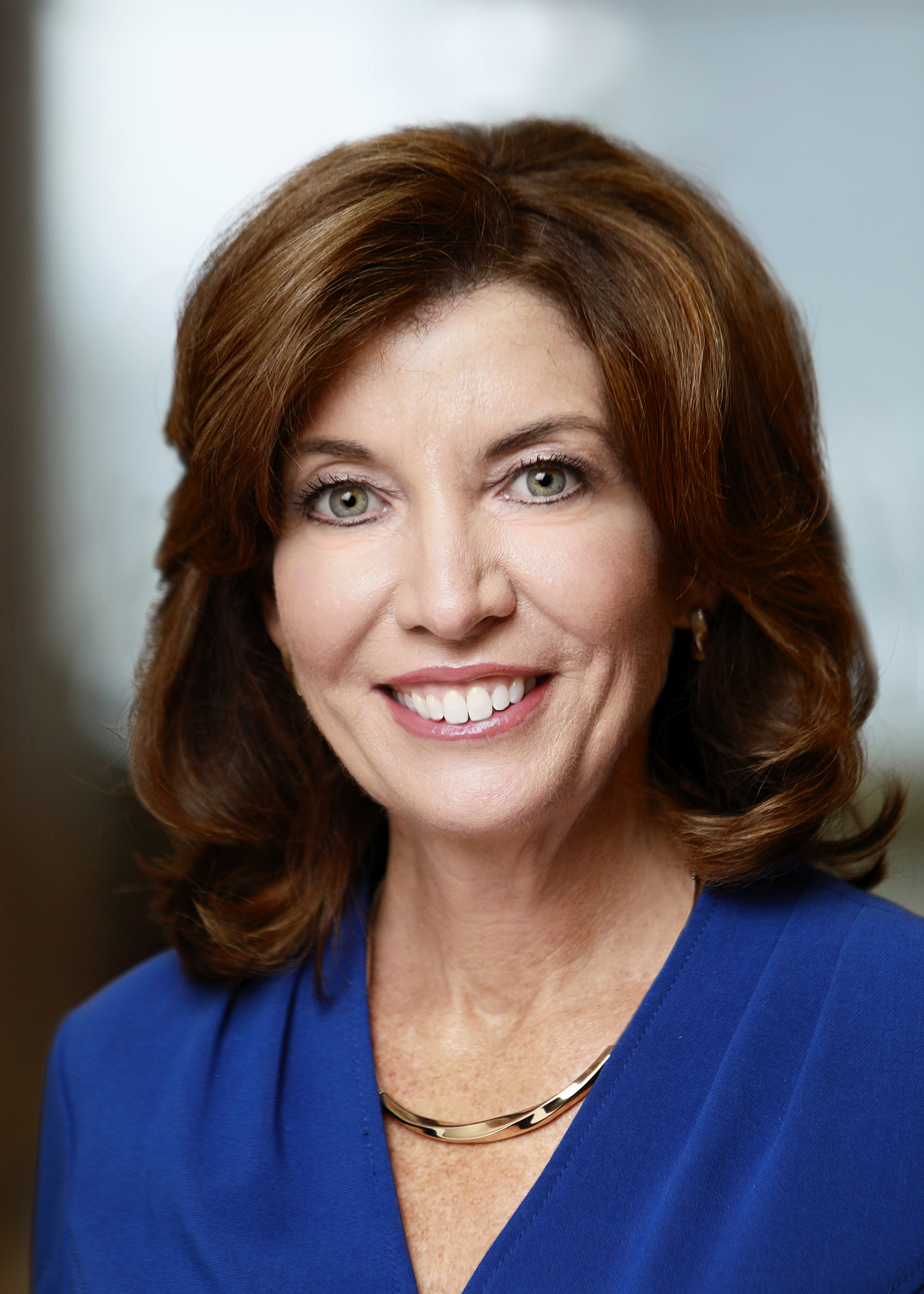
Kathy Hochul
(* 1958)

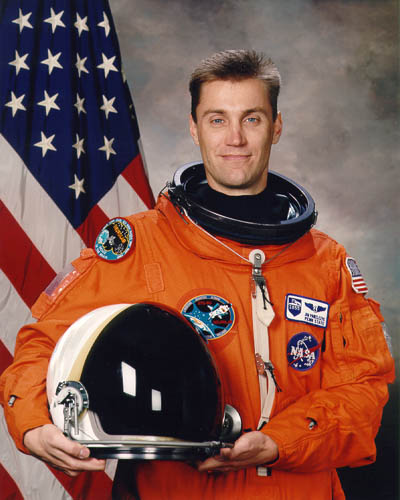
James A. Pawelczyk
(* 1960)

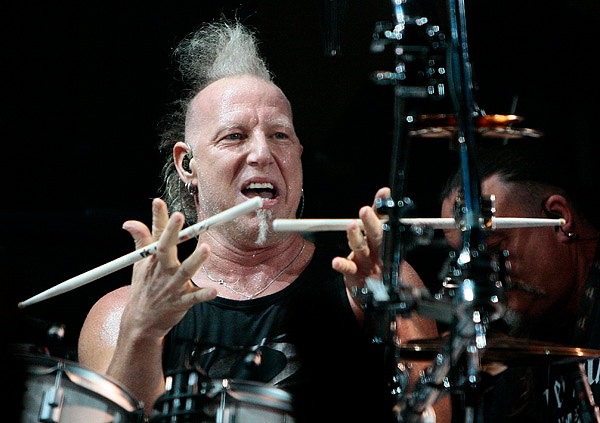
Mike Terrana
(* 1960)

- Gregory John Hartmayer (* 1951), römisch-katholischer Erzbischof von Atlanta
- Gurf Morlix (* 1951), Multiinstrumentalist, Sänger, Songwriter und Produzent
- Jack Quinn (* 1951), Politiker
- Laurette Spang (* 1951), Schauspielerin
- Christine Baranski (* 1952), Schauspielerin
- Al Copley (* 1952), Blues-Musiker
- Beverly Johnson (* 1952), Schauspielerin[10]
- Louis Lougen (* 1952), Oblate der Makellosen Jungfrau Maria
- Tim Powers (* 1952), Science-Fiction-Autor
- Barry Smith (* 1952), Eishockeytrainer
- James Read (* 1953), Schauspieler
- Billy Sheehan (* 1953), Rock-Bassist
- Henry Samueli (* 1954), Unternehmer
- Kevin Cadle (1955–2017), Sportjournalist, Fernsehmoderator und Basketballtrainer
- Joseph Christopher (1955–1993), Serienmörder
- Jeff Gadley (* 1955), Bobsportler
- John Roberts (* 1955), Oberster Richter der Vereinigten Staaten
- Peter Scamurra (* 1955), Eishockeyspieler
- R. Nicholas Burns (* 1956), Diplomat
- Dale Brown (* 1956), Thriller-Autor
- Jay Rosen (* 1956), Journalist und Hochschullehrer
- Pamela Z (* 1956), Musikerin, Klang- und Medienkünstlerin
- Maria Cino (* 1957), Politikerin
- Mark Diesen (1957–2008), Schachspieler
- Paul Moravec (* 1957), Komponist und Hochschullehrer
- Dave Ratajczak (1957–2014), Schlagzeuger
- Orel Hershiser (* 1958), Baseballspieler
- Kathy Hochul (* 1958), Politikerin
- Lex Luger (* 1958), Profi-Wrestler
- Frank Mancuso junior (* 1958), Filmproduzent
- Louis Mustillo (* 1958), Schauspieler
- Suzie Plakson (* 1958), Schauspielerin
- Tom Schuman (* 1958), Jazz- und Fusion-Pianist
- Nick Bakay (* 1959), Schauspieler und Produzent
- Brian Higgins (* 1959), Politiker, Abgeordneter im Repräsentantenhaus
- Fredric Lehne (* 1959), Schauspieler
- Josie DiVincenzo (* 1959), Schauspielerin[11]
- Jeff Float (* 1960), Schwimmer und Olympiasieger
- Marc Mero (* 1960), Wrestler
- James A. Pawelczyk (* 1960), Astronaut
- Stephan Talty (* 1960), Autor
- Mike Terrana (* 1960), Schlagzeuger

### 1961–1970
- Greg Britz (* 1961), Eishockeyspieler

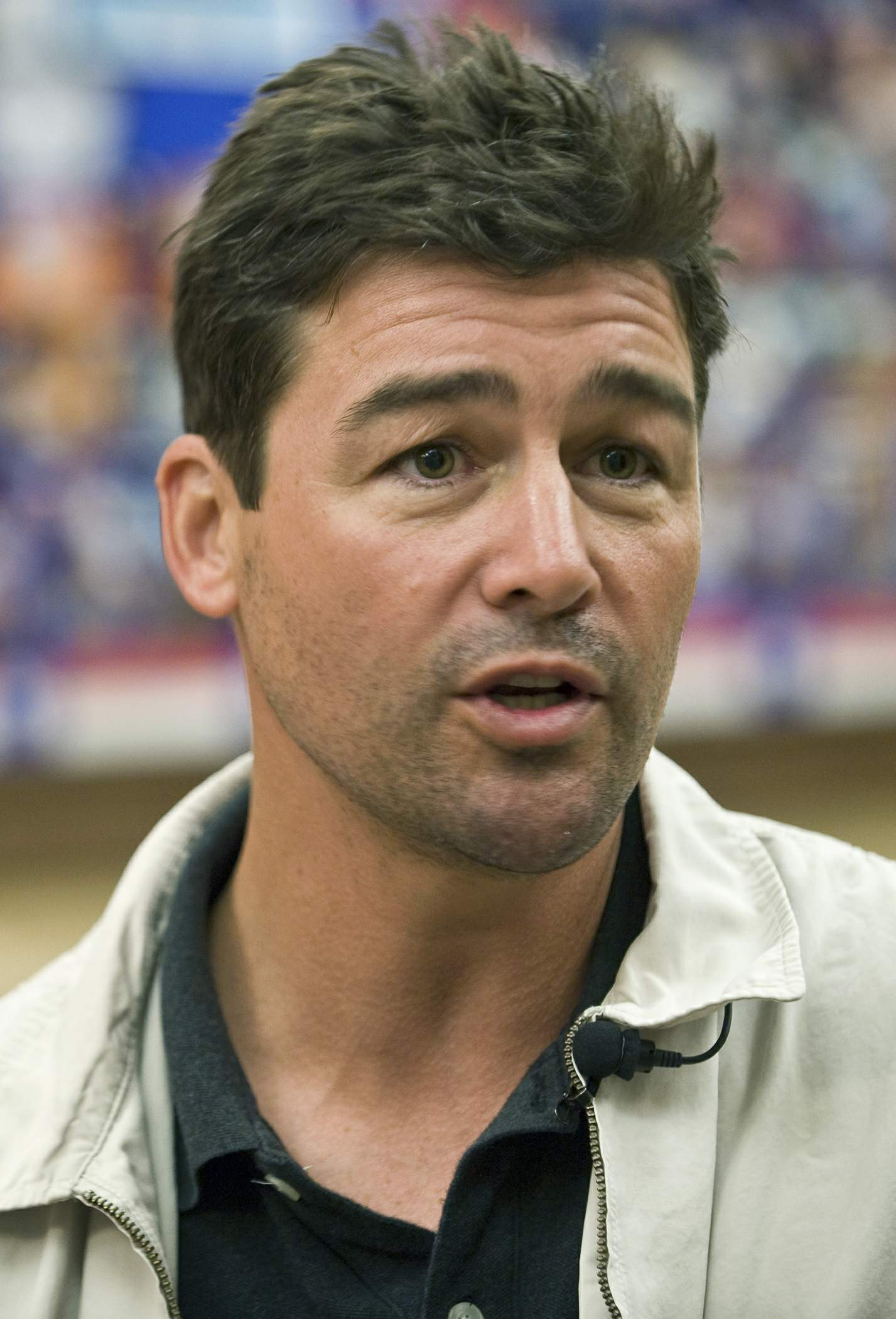
Kyle Chandler
(* 1965)

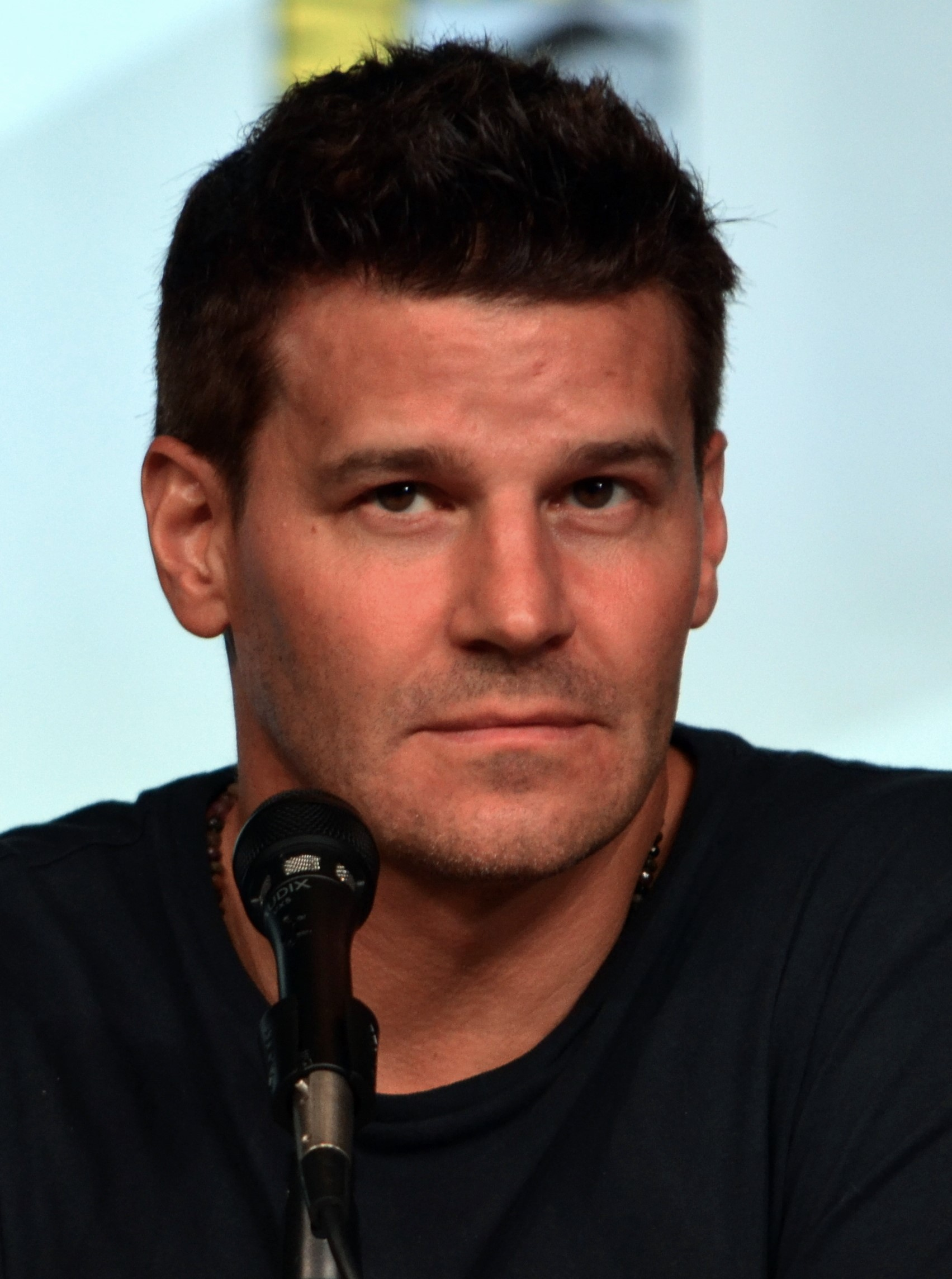
David Boreanaz
(* 1969)

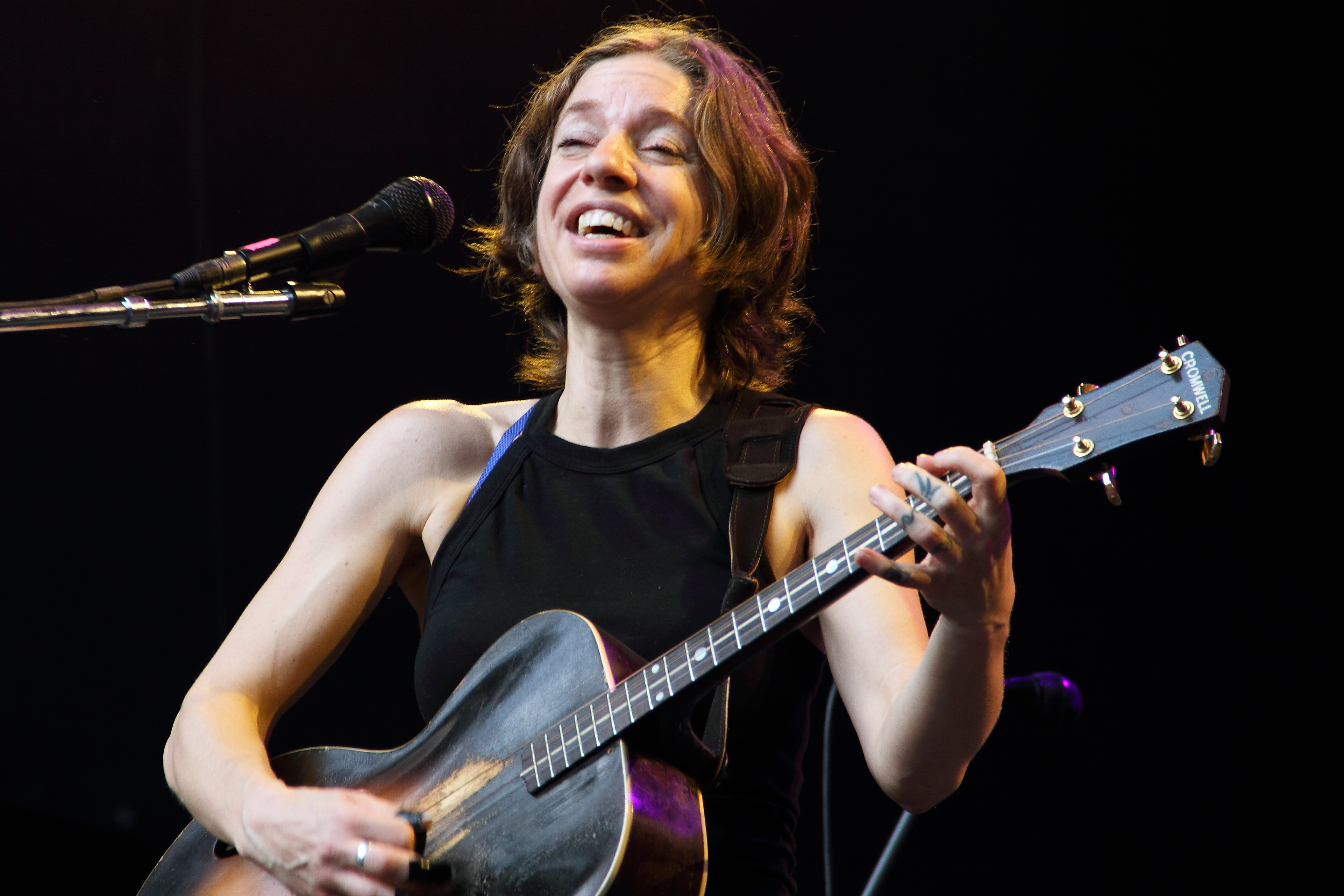
Ani DiFranco
(* 1970)

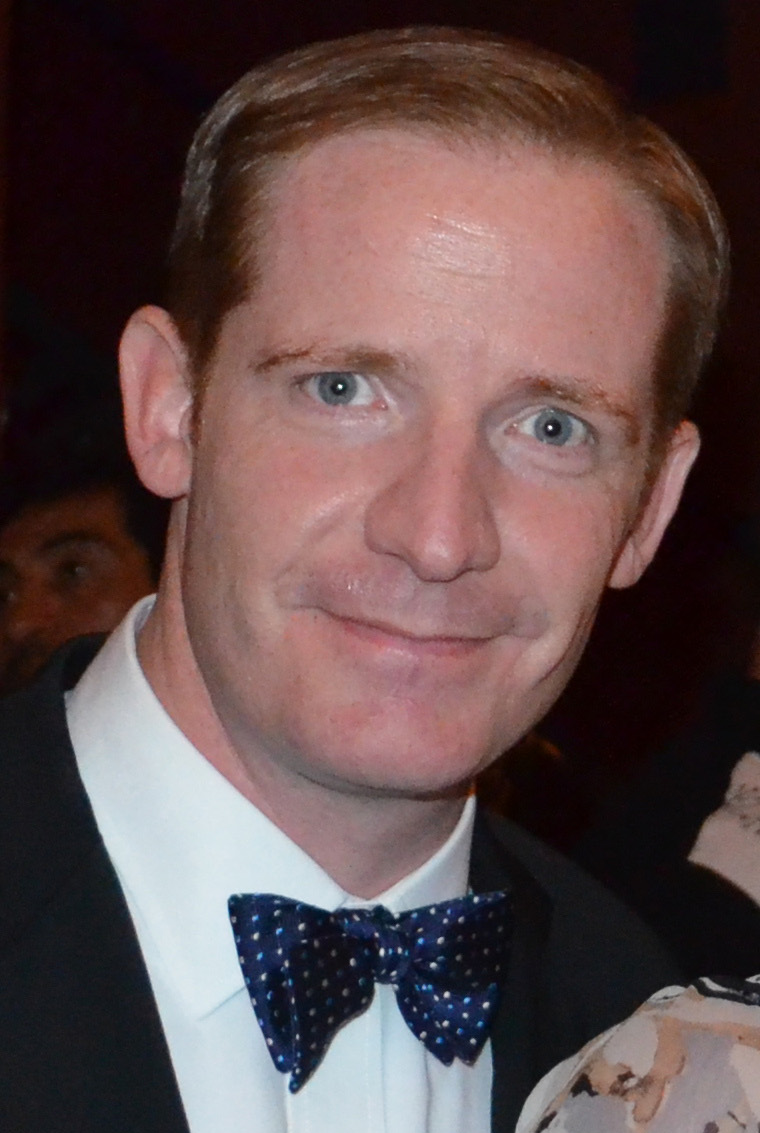
Marc Evan Jackson
(* 1970)

- Curtis Doebbler (* 1961), Rechtsanwalt und Rechtswissenschaftler
- Vincent Gallo (* 1961 oder 1962), Schauspieler und Regisseur
- Tom Perez (* 1961), Politiker sowie Verbraucher- und Bürgerrechtsanwalt
- Joseph Druar (1962–2023), Eiskunstläufer
- Alan Pietruszewski (* 1962), Schauspieler und Filmproduzent
- Mike Lalor (* 1963), Eishockeyspieler
- Sherrie Maricle (* 1963), Musikerin
- Laura Aikin (* 1964), Sopranistin
- Mike Aljoe (* 1964), Bobsportler
- Jimmy Arias (* 1964), Tennisspieler
- Darren Chiacchia (* 1964), Vielseitigkeitsreiter
- Robert Kaehler (* 1964), Ruderer, vierfacher Weltmeister im Achter
- Chelsea Noble (* 1964), Schauspielerin
- Lucky Peterson (1964–2020), Blues-Musiker
- Dale Reinig (* 1964), deutsch-US-amerikanischer Eishockeyspieler
- Kyle Chandler (* 1965), Schauspieler
- John Rzeznik (* 1965), Musikproduzent, Songschreiber und Sänger
- Clifford Robinson (1966–2020), Basketballspieler
- Siva Vaidhyanathan (* 1966), Medienwissenschaftler, Professor für Recht und Medien
- Rossano Galante (* 1967), Komponist und Orchestrator
- Laylah Ali (* 1968), Künstlerin
- Black Rob (1968–2021), Rapper
- David Boreanaz (* 1969), Schauspieler
- Brian McKnight (* 1969), R&B-Sänger
- Ed Book (* 1970), neuseeländischer Basketballspieler[12]
- Nanette Burstein (* 1970), Filmproduzentin und Regisseurin
- Ani DiFranco (* 1970), Songwriterin
- Marc Evan Jackson (* 1970), Schauspieler und Comedian
- Trevor Ruffin (* 1970), Basketballspieler[13]
- Michael Teruel (* 1970), philippinischer Skirennläufer

### 1971–1980
- Christy Barrett (* 1971), Snowboarderin[14]

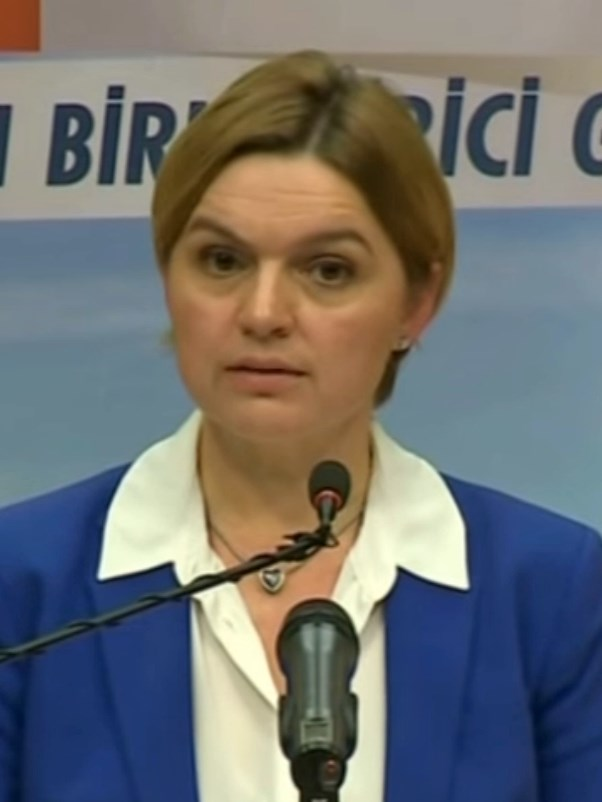
Selin Sayek Böke
(* 1972)

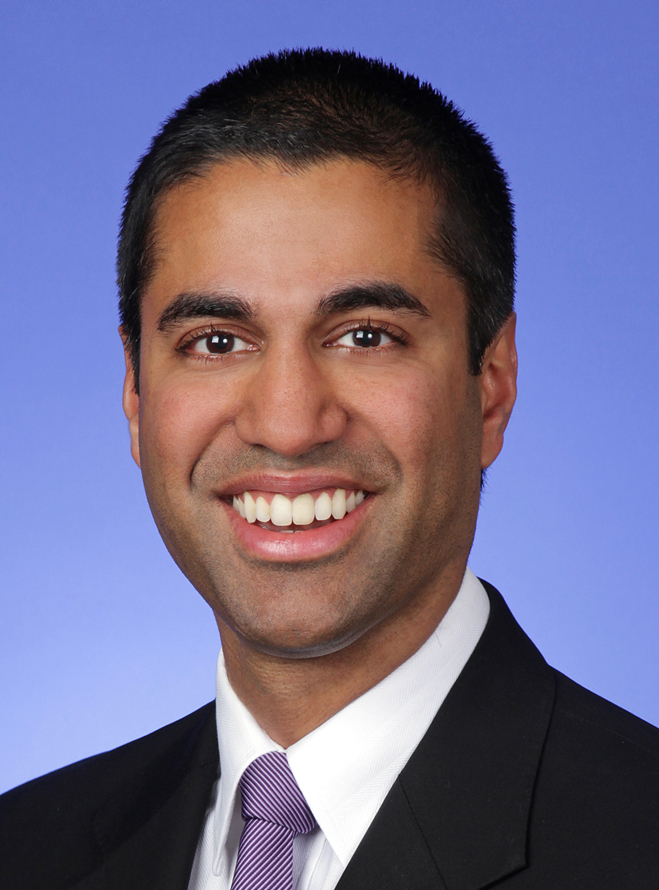
Ajit Pai
(* 1973)

- Jace Hall (* 1971), Spielehersteller, Fernseh- und Filmproduzent[15]
- Stevie J. (* 1971), Musikproduzent, Songwriter und Contemporary-R&B-Sänger
- Aaron Miller (* 1971), Eishockeyspieler
- Peter Stone (* 1971), Informatiker
- Selin Sayek Böke (* 1972), türkisch-US-amerikanische Wirtschaftswissenschaftlerin, Professorin und Politikerin
- Erik Schlopy (* 1972), Skirennläufer
- Ajit Pai (* 1973), Jurist
- Robert Pipkins (* 1973), Rennrodler[16]
- Todd Marchant (* 1973), Eishockeyspieler und -funktionär
- Jillian Vogtli (* 1973), Freestyle-Skierin[17]
- Bridget Finn (* 1974), Synchronschwimmerin[18]
- Alex Wilson (* 1974), Freestyle-Skier[19]
- Tony Tuzzolino (* 1975), italoamerikanischer Eishockeyspieler
- Tim Kennedy (* 1976), Politiker
- Peter Ratchuk (* 1977), Eishockeyspieler
- Cory Arcangel (* 1978), Künstler
- Steve Mesler (* 1978), Bobsportler
- Damone Brown (* 1979), Basketballspieler[20]
- Curtis Borchardt (* 1980), Basketballspieler[21]
- Carmen Intorre (* ≈1980), Jazzmusiker
- Carrie Keagan (* 1980), Moderatorin, Schauspielerin, Fernseh- und Filmproduzentin, -regisseurin und Drehbuchautorin
- Philippe Sauvé (* 1980), Eishockeytorwart

### 1981–1990
- Chad Michael Murray (* 1981), Schauspieler

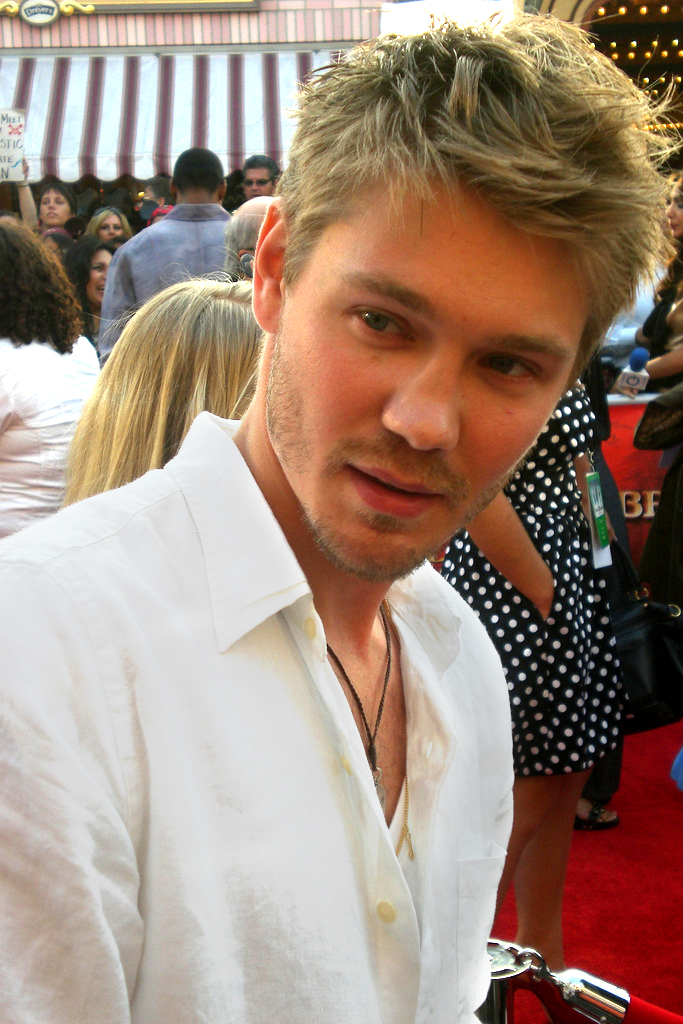
Chad Michael Murray
(* 1981)

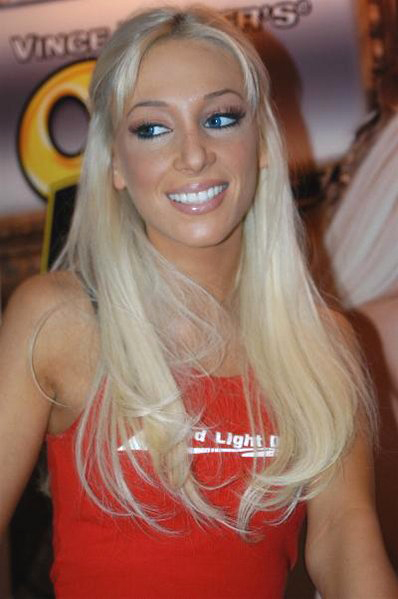
Keri Sable
(* 1986)

- Ike Diogu (* 1983), Basketballspieler[22][23]
- James Brandon Lewis (* 1983), Jazzmusiker
- Steven Coppola (* 1984), Ruderer[24]
- Christina Courtin (* 1984), Geigerin und Singer-Songwriterin
- David Leggio (* 1984), Eishockeytorwart
- Amirtha Kidambi (* ≈1985), Jazzmusikerin
- Chris Gronkowski (* 1986), American-Football-Spieler[25]
- Lazar Hayward (* 1986), Basketballspieler[26]
- Tim Kennedy (* 1986), Eishockeyspieler
- Keri Sable (* 1986), Pornodarstellerin[27]
- Sammie Spades (* 1986), Pornodarstellerin und Schauspielerin
- Matthew Anderson (* 1987), Volleyballspieler
- Matt DePeters (* 1987), Freestyle-Skier
- Nick Foligno (* 1987), Eishockeyspieler
- Mary Saxer (* 1987), Stabhochspringerin[28]
- Patrick Kane (* 1988), Eishockeyspieler
- John Klanac (* 1988), Volleyballspieler
- Greg Oden (* 1988), Basketballspieler
- Kevin Quick (* 1988), Eishockeyspieler
- Emily Regan (* 1988), Ruderin
- Kevin Siegrist (* 1989), Baseballspieler[29]
- Steven Means (* 1990), Footballspieler

### 1991–2000
- Marcus Foligno (* 1991), Eishockeyspieler

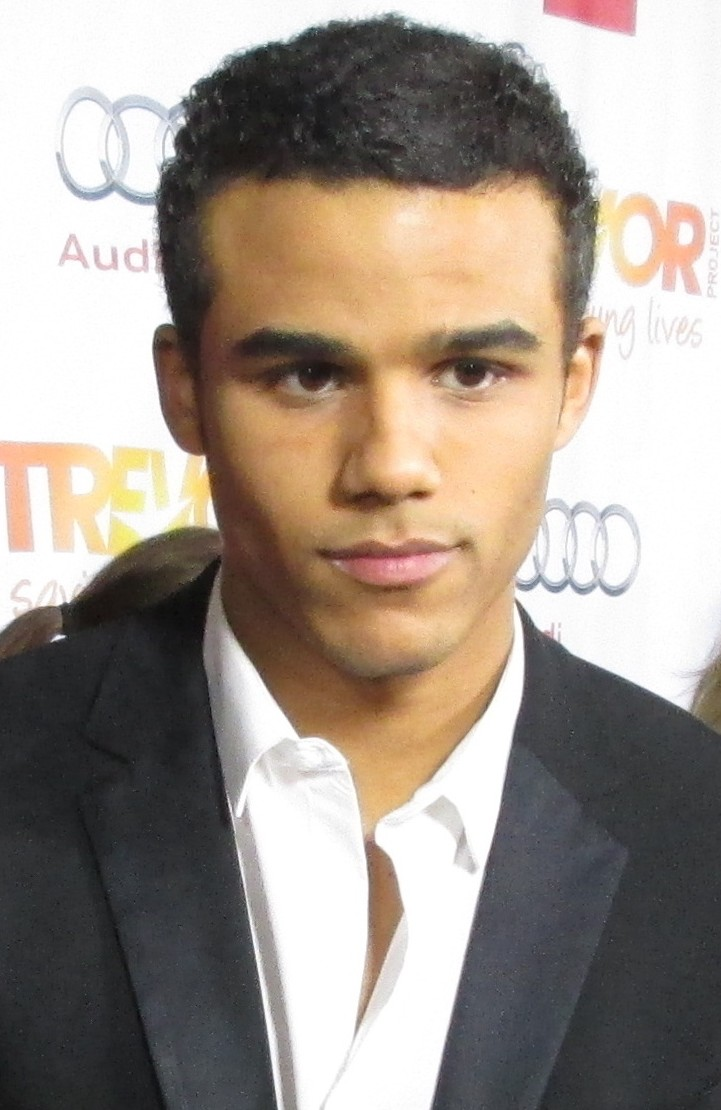
Jacob Artist
(* 1992)

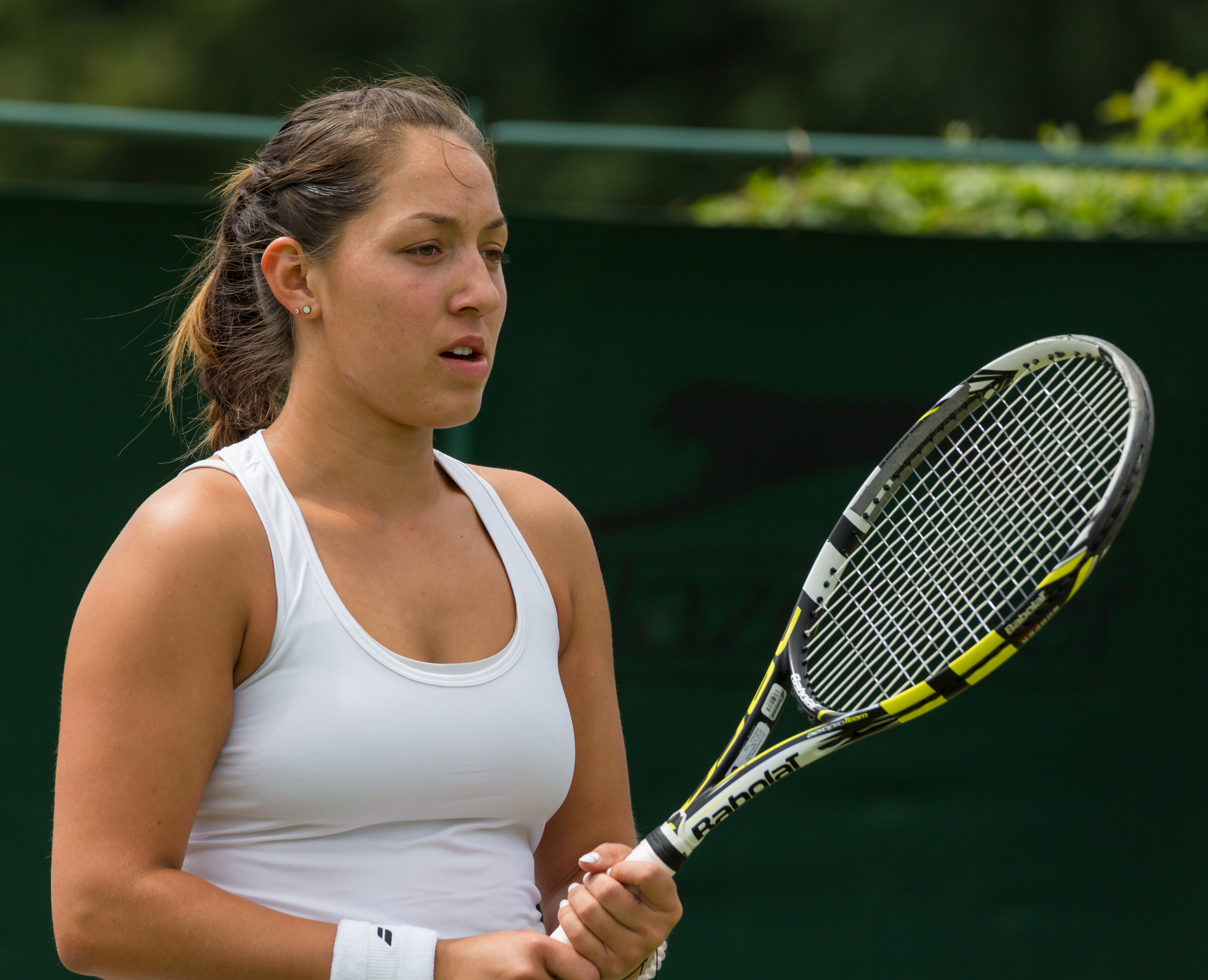
Jessica Pegula
(* 1994)

- Björn Krupp (* 1991), deutsch-US-amerikanischer Eishockeyspieler
- David Shields (* 1991), Eishockeyspieler
- Jacob Artist (* 1992), Schauspieler
- Alex Bowen (* 1992), Freestyle-Skier
- Chad Beebe (* 1994), American-Football-Spieler
- Jessica Pegula (* 1994), Tennisspielerin
- Miles Wood (* 1995), Eishockeyspieler
- Kaitlin Hawayek (* 1996), Eistänzerin[30]
- Jamey Rodemeyer (1997–2011), Teenager und Mobbingopfer; beging aufgrund von Mobbing-Attacken auf Facebook Selbstmord
- Matthew Gademske (* 1999), Schauspieler

## 21. Jahrhundert
- Talia Ryder (* 2002), Film- und Theaterschauspielerin